# Ellen Thorbecke
Ellen Thorbecke (Berlijn, 25 mei 1902 - Den Haag, 11 september 1973), geboren Ellen Kolban, tijdelijk Ellen Catleen, was een Nederlands fotograaf en correspondent. Ze geniet meer bekendheid in Duitsland en Engeland dan in Nederland, dankzij de portretten en straatbeelden die ze in de jaren dertig en veertig van de twinstigste eeuw maakte in China voor Duitse media en de in Engeland gepubliceerde fotoboeken.

## Jeugd en familie
Ellen Kolban werd geboren in Berlijn. In 1922 begon ze, na een cursus spraakkunst en een opleiding piano aan het conservatorium, haar studie economie in Berlijn. Ze trouwde met de Duitse advocaat E. Catleen en in 1924 wordt hun dochter Anita geboren. Na haar studie werkte Kolban als freelance journalist voor het 'Berliner Tageblatt' en de 'Neue Freie Presse' en schreef ze over theater en muziek.
In 1930 ontmoette ze Willem Johan Rudolf Thorbecke (1892-1989), kleinzoon van de staatsman Johan Rudolph Thorbecke, op de ambassade in Berlijn waar Thorbecke werkzaam is als secretaris. Uit hun relatie werd in 1931 dochter Evelyn geboren. Dat jaar werkte ze via een reorganisatiebureau enkele maanden bij het Berlijnse bedrijf ‘Yva photographie’. In die periode kocht zij haar eerste camera, een Rolleiflex, en begon ze met fotograferen.

## China
In 1931 vestigde Willem Thorbecke zich in Peking als Nederlands gezant in China. Een paar maanden later reisde Ellen Catleen hem achterna, met een contract van Verlag Rudolf Mosse om voor Berlijnse kranten tekst- en fotobijdragen te maken in Azië. In de jaren dertig werkte ze onder andere voor het 'Berliner Tageblatt' en voor de krant 'Deutsch-Chinesische Nachrichten'. In 1934 kreeg ze van de Engelse uitgever Kelly & Walsh de opdracht om het fotoboek Peking studies te maken, een jaar later gevolgd door een tweede opdracht voor het fotoboek People in China (1935) bij de Engelse uitgeverij Harper & Brothers. Ze maakte vooral portretten en straatgezichten. In haar werk gebruikte ze soms extreme close-ups. In 1934 begon ook de samenwerking van Ellen Catleen met de Oostenrijkse tekenaar en cartoonist Friedrich H. Schiff. Samen maakten ze onder andere enkele kinderboeken. Een groot deel van haar fotoarchief is verloren gegaan, op een honderdtal 6x6 negatieven en een dummy met ingeplakte afdrukken na.
De echtscheidingen van Ellen Catleen en Willem Thorbecke en hun voorgenomen huwelijk leidden tot diplomatieke problemen, waarop Willem Thorbecke ontslag nam als gezant. Beiden vertrokken daarop naar Den Haag. In 1935 trouwde het stel in Praag en een jaar later, Thorbecke werkte inmiddels voor Philips, keerde beiden met de kinderen Anita en Evelyn, terug naar China. In de periode tot 1940 maakte Ellen Thorbecke kinderboeken en informatieve publicaties over Hongkong en Shanghai, wederom geïllustreerd met eigen foto’s en tekeningen van Friedrich Schiff. In 1941 verliet de familie China en vestigde zich in Zuid-Afrika.

## Einde carrière
Na een verblijf in Zuid-Afrika vestigden ze zich in 1944 voor korte tijd in Jeruzalem, waar Ellen Thorbecke werkte aan het in 1947 verschenen Promised Land, haar laatste fotoboek. Het echtpaar woonde vervolgens nog in Libanon, Frankrijk en de Verenigde Staten. Het fotoboek waar ze in Beiroet aan werkte, is ongepubliceerd gebleven. Thorbecke bleef wel schrijven en lezingen geven over Azië.  Vanaf 1960 woonde het echtpaar afwisselend in Florida en in Nederland, waar Ellen Thorbecke op 11 september 1973 te Den Haag overleed.

## Fotoarchief
Het Nederlands Fotomuseum beheert het fotoarchief van Ellen Thorbecke.
In 2021 was er in het museum een tentoonstelling te zien van het werk dat Thorbecke in China maakte, onder de titel 'Ellen Thorbeckes China', samengesteld door Ruben Lundgren. Bij de tentoonstelling verscheen het boek Ellen Thorbecke. Van Peking tot Parijs.
- Bibliothèque nationale de France: cb137452142 (data)
- Biografisch Portaal: 64365800
- Gemeinsame Normdatei: 122797325X
- International Standard Name Identifier: 0000 0000 9481 4451
- Library of Congress Control Number: n2010045192
- Nederlandse Thesaurus van Auteursnamen: 183014359
- RKD-Nederlands Instituut voor Kunstgeschiedenis: 133336
- Système universitaire de documentation: 10692561X
- Virtual International Authority File: 139657487
- WorldCat: E39PBJgMvJCjQbG9r99BcJdCwC